# Pseudochelidon
Vous lisez un « bon article » labellisé en 2012.
Pseudolangrayens
Sous-famille
Genre
Le genre Pseudochelidon est formé de deux espèces d'oiseaux appelés pseudolangrayens et proches parents des hirondelles. Il constitue une sous-famille particulière, celle des Pseudochelidoninae, au sein de la famille des Hirundinidae. Les deux espèces le composant sont le Pseudolangrayen d'Afrique (Pseudochelidon eurystomina), trouvé en République du Congo et au Gabon, et le Pseudolangrayen d'Asie (Pseudochelidon sirintarae), connu seulement sur un site en Thaïlande.
Ce sont des Hirundinidae de taille moyenne au plumage principalement noir, qui ont un vol léger et qui se nourrissent d'insectes capturés en vol. Ces oiseaux semblent être plus terrestres que les autres genres d'hirondelles, car on les observe plus souvent au sol que perchés, et l'espèce asiatique pourrait être de mœurs crépusculaires. L'espèce africaine creuse des trous pour faire son nid dans les bancs de sable des rivières, tandis que les sites de reproduction et les habitudes de l'espèce asiatique ne sont pas connus.
Lorsque le Pseudolangrayen d'Afrique a été découvert au XIXe siècle, Gustav Hartlaub le rapproche des rolles, et il est plus tard placé soit dans sa propre famille, ou avec les langrayens. L'étude de son anatomie a ensuite révélé que l'espèce était plus proche des hirondelles, mais qu'elle possédait un certain nombre de traits distinctifs, comme ses pattes robustes et son gros bec, ce qui lui a valu d'être placée dans une sous-famille distincte. Les deux pseudolangrayens sont généralement considérés comme appartenant à un seul genre, Pseudochelidon, en raison de leurs nombreuses similitudes structurelles. Cependant, Richard Kendall Brooke a proposé de placer le Pseudolangrayen d'Asie dans un genre monotypique propre, Eurochelidon.
L'espèce africaine a une aire de répartition restreinte, mais semble être localement trouvée en grand nombre, bien que son véritable statut n'ait pas été entièrement déterminé. L'espèce asiatique a été découverte en 1969 et n'est connue que de spécimens et d'observations anecdotiques ; aucun ornithologue moderne n'a vu l'espèce à l'état sauvage, et ses zones de reproduction sont inconnues. L'espèce a peut-être disparu, mais une possible observation a été signalée en 2004.

## Description

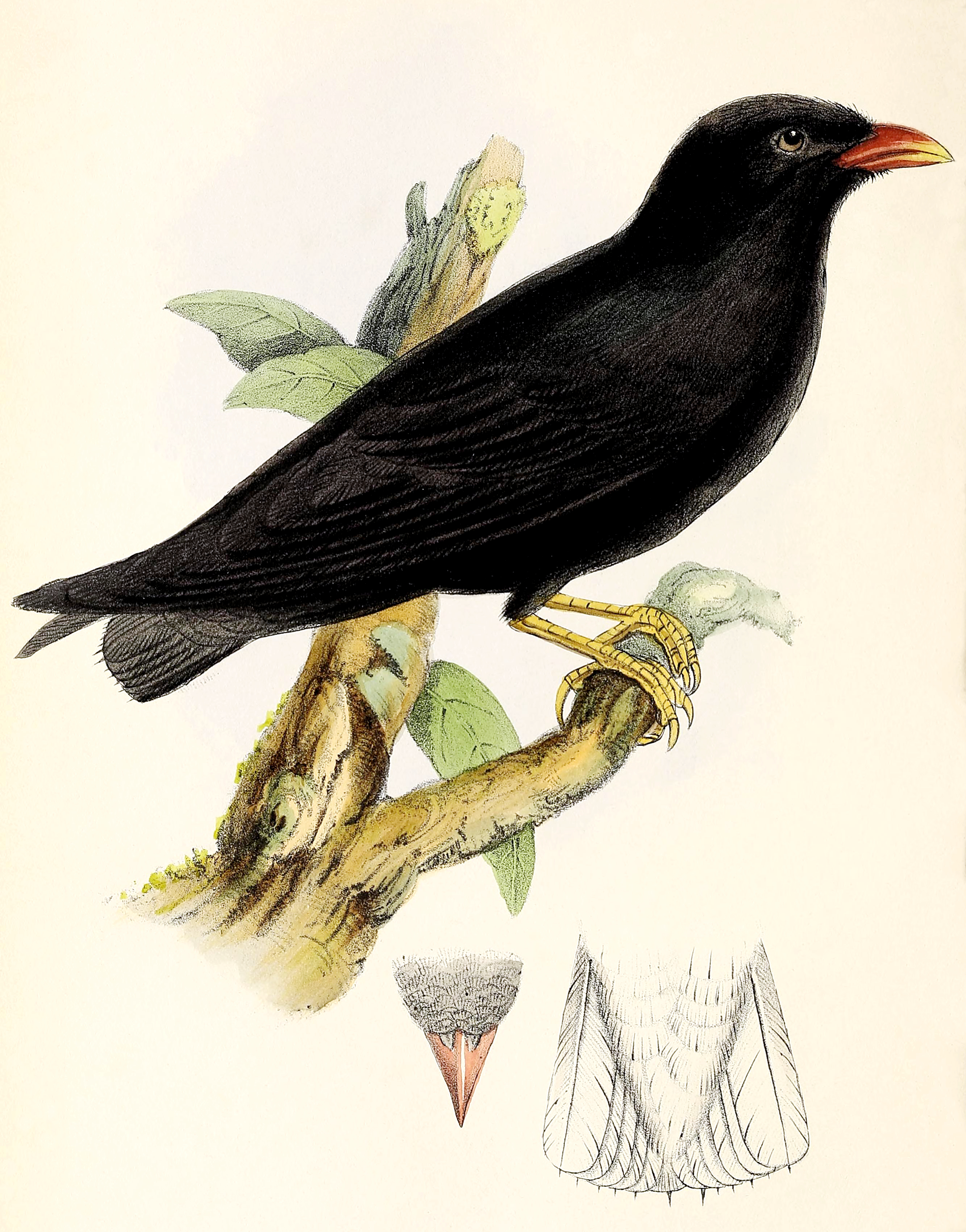
Dessin d'un Pseudolangrayen d'Afrique, issu d'un article de Gustav Hartlaub dans la revue Ibis d'octobre 1861.

Les deux espèces sont de taille moyenne, mesurant entre 14 et 18 cm de long. Le plumage est principalement noir, et les oiseaux sont peu susceptibles d'être confondus avec une quelconque autre espèce d'hirundinidé dans leurs aires de répartition respectives. Les adultes des deux espèces ont de grandes têtes bleu satiné, des reflets verts sur le plumage du corps, et des ailes brunes. Aucun dimorphisme sexuel n'existe dans le plumage ; mâles et femelles sont similaires. Le Pseudolangrayen d'Asie a des rectrices externes allongées, un croupion blanchâtre, un œil et un cercle oculaire blancs, un bec jaune et présente un long filet sur chacune des deux bordures de sa queue. L'espèce africaine est pourvue d'un cercle oculaire et d'un bec rouges, mais n'a ni croupion blanc, ni filet sur la queue. Les juvéniles des deux espèces sont semblables aux adultes mais avec des têtes brunes, et les jeunes Pseudolangrayens d'Asie ne possèdent pas les longs filets de la queue des adultes.

## Écologie et comportement

### Chant et locomotion
Le Pseudolangrayen d'Afrique possède un cri court en tchi tchi, rendant un tchir-tchir-tchir quand il se déplace en groupe. Il est très bruyant au cours de sa migration, émettant des cris discordants semblables à ceux des mouettes. Aucun cri n'a encore été décrit pour le Pseudolangrayen d'Asie.
Le vol du Pseudolangrayen d'Afrique est puissant et rapide, entrecoupé de glissades ; l'espèce asiatique est décrite comme gracieuse et dynamique en vol. Le Pseudolangrayen d'Afrique ne se perche que rarement sur les zones de reproduction mais marche plutôt au sol. Les oiseaux d'Asie semblent également réticents à utiliser des perchoirs. Ce comportement, associé à la forme inhabituelle de l'extrémité de la queue et à la boue trouvée sur les doigts de l'un des premiers spécimens capturés, permet d'envisager qu'il puisse être relativement terrestre. Les oiseaux africains se perchent cependant régulièrement sur les cimes des arbres, sur les fils ou les toits dans leurs quartiers d'hiver.

### Alimentation

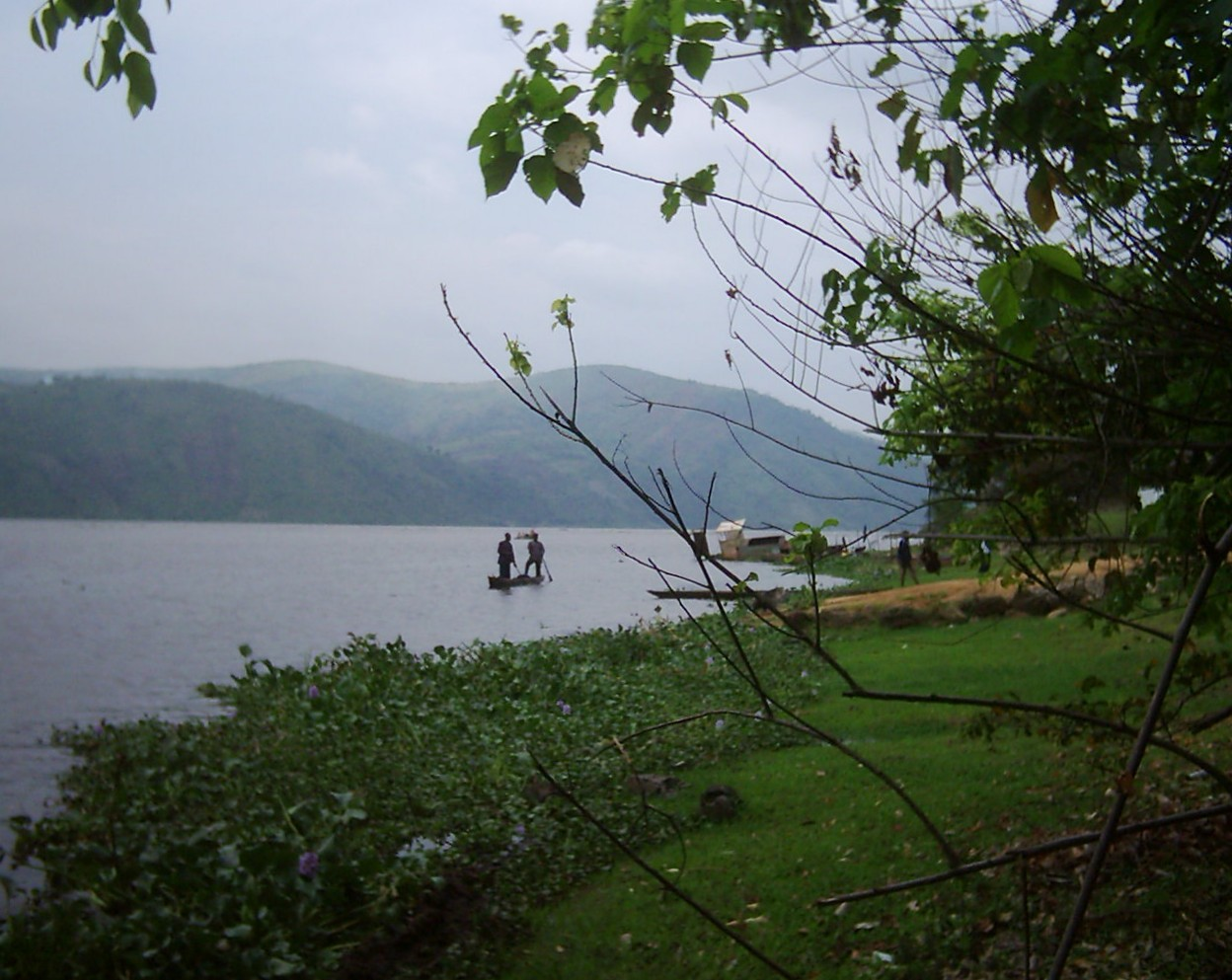
Le fleuve Congo est une grande zone de reproduction du Pseudolangrayen d'Afrique.

Le Pseudolangrayen d'Afrique se nourrit en groupe, au-dessus des rivières et des forêts, souvent loin de l'eau. Il consomme des insectes en vol, et attrape principalement des fourmis volantes. Le Pseudolangrayen d'Asie se nourrit d'insectes, dont des coléoptères. Compte tenu de sa taille et de la longueur inhabituelle de son bec, il pourrait être capable de prendre de plus gros insectes que les autres espèces d'hirondelles. Pamela C. Rasmussen a suggéré que, compte tenu de ses yeux inhabituellement grands, l'espèce asiatique pourrait avoir des mœurs nocturnes ou au moins crépusculaires, facteur qui pourrait la rendre très difficile à observer et expliquer en partie pourquoi elle est restée si longtemps inconnue ; même si les premiers spécimens ont été capturés perchés durant la nuit dans des roselières, il est possible qu'ils n'aient en fait pas été pris au nid. Il est possible également que cette espèce soit crépusculaire, ou encore qu'elle puisse être active de jour comme de nuit selon la saison ou les circonstances.

### Reproduction
Le comportement reproducteur n'est connu que pour le Pseudolangrayen d'Afrique. Il niche en colonies importantes comptant jusqu'à 800 oiseaux, de décembre à avril quand les niveaux d'eau sont bas. Chaque couple creuse un tunnel d'un à deux mètres de long dans les bancs de sable qui bordent les cours d'eau. La chambre au bout du tunnel est garnie de quelques brindilles et de feuilles qui font office de nid, sur lesquelles la femelle pond deux à quatre œufs blancs, sans taches. La durée d'incubation et l'âge de l'envol des jeunes ne sont pas connus, mais on pense que les deux parents s'occupent des oisillons. Le Pseudolangrayen d'Asie pourrait avoir des comportements de reproduction similaires, mais la morphologie des pattes et des doigts semble peu adaptée au creusement.

## Habitat et répartition
| |  |  |
| * À gauche, la carte de répartition du Pseudolangrayen d'Afrique - Zone de reproduction en République démocratique du Congo Résident à l'année au Gabon et en République du Congo - À droite, la localité où le Pseudolangrayen d'Asie a été observé |  |  |

Les deux membres de la sous-famille ont des aires de répartition complètement séparées géographiquement. Le Pseudolangrayen d'Afrique se reproduit le long du fleuve Congo et de son affluent l'Oubangui en République démocratique du Congo. Il est migrateur, hivernant dans la région de savane côtière dans le sud du Gabon et de la République du Congo. On a trouvé aussi des oiseaux nichant en grand nombre dans les prairies herbeuses à l'est de Gamba. Le Pseudolangrayen d'Asie n'est connu que par son site d'hivernage, au bord du Bueng Boraphet, en Thaïlande, où il a été observé entre les mois de novembre et février. Il pourrait être migrateur, mais son aire de nidification, son type de nid et le lieu de son implantation sont inconnus, bien que les vallées fluviales du nord de la Thaïlande ou du sud-ouest de la Chine soient susceptibles de l'abriter, comme pourraient l'être le Cambodge et la Birmanie. Des doutes subsistent cependant quant à savoir si l'oiseau est réellement migrateur.
L'habitat des zones de reproduction du Pseudolangrayen d'Afrique se compose de rivières boisées, comptant des îles pourvues de bancs de sable dans lesquels l'oiseau creuse son terrier. L'habitat de reproduction de l'espèce asiatique est inconnu, mais s'il ressemble à celui de son homologue africain, il pourrait également nicher dans les vallées boisées des grands fleuves ; ceux-ci peuvent fournir des bancs de sable et des îles pour la nidification, et des bois dans lesquels les oiseaux peuvent attraper des insectes. En dehors de la saison de reproduction, le Pseudolangrayen d'Afrique utilise des roselières ou les ripisylves comme dortoir. D'après le seul site d'hivernage connu du Pseudolangrayen d'Asie, ce dernier est supposé rester à proximité de l'eau douce pour se nourrir, utilisant les roselières comme dortoir pour la nuit.

## Taxinomie et systématique

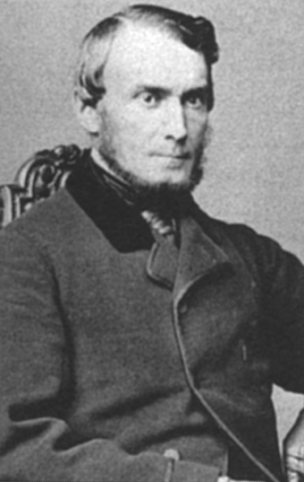
Gustav Hartlaub décrit le Pseudolangrayen d'Afrique en 1861.

Gustav Hartlaub décrit le Pseudolangrayen d'Afrique au XIXe siècle, d'après un spécimen gabonais, sous le nom de P. eurystomina). Il le pense intermédiaire aux hirondelles (Hirundinidae) et aux rolles et rolliers (Coraciidae), et le rapproche de ces derniers. Plus tard l'espèce est placée dans sa propre famille ou avec les langrayens (Artamidae). L'étude de l'anatomie de l'espèce par Percy Lowe en 1938 révèle qu'elle est plus proche des hirondelles, mais suffisamment différente pour être placée dans une sous-famille distincte, celle des Pseudochelidoninae,. Le nom du genre Pseudochelidon vient du préfixe grec ψευδο (pseudo) pour « faux » et de χελιδον (chelidôn) signifiant « hirondelle ».
Pendant de nombreuses années, le Pseudolangrayen d'Afrique reste le seul membre de son genre et de sa sous-famille jusqu'à la découverte du Pseudolangrayen d'Asie (P. sirintarae), par l'ornithologue thaï Kitti Thonglongya en 1968. Bien que certains suivent une proposition de Richard Kendall Brooke et placent cette espèce dans un genre distinct, Eurochelidon, en raison de ses différences significatives par rapport à l'espèce africaine, il reste un membre de la même sous-famille,. Les études génétiques ont confirmé que les deux pseudolangrayens forment un clade distinct des hirondelles typiques de la sous-famille des Hirundininae.
Les deux pseudolangrayens sont en quelque sorte intermédiaires entre les hirondelles typiques et les autres passereaux. L'importance de leurs différences avec les autres hirondelles et la séparation géographique étendue des deux espèces de pseudolangrayens suggèrent qu'ils sont des populations reliques d'un groupe d'espèces ayant divergé de la lignée principale des hirondelles au début de l'histoire évolutive de ce groupe, et ils pourraient être les plus « primitifs » des Hirunidinidae. À l'instar d'autres espèces ayant divergé tôt parmi les autres hirondelles, ils nichent dans des terriers, quand d'autres utilisent des trous ou construisent leur propre nid en boue.
Selon le Congrès ornithologique international et Alan P. Peterson, les deux espèces sont monotypiques :
- Pseudochelidon eurystomina Hartlaub, 1861 – Pseudolangrayen d'Afrique ;
- Pseudochelidon sirintarae Thonglongya, 1968 – Pseudolangrayen d'Asie.

## Menaces et conservation
Découvert en 1968, le Pseudolangrayen d'Asie a été observé à nouveau en Thaïlande en 1972, 1977 et 1980. Une observation non confirmée dans ce même pays est signalée en 1986 et une autre observation incertaine au Cambodge en 2004. L'Union internationale pour la conservation de la nature (UICN) le classe comme en danger critique d'extinction (CR), soit la catégorie de risque la plus élevée pour les espèces sauvages et qui regroupe celles dont les effectifs ont diminué ou diminueront de 80 % en trois générations. L'UICN ne considère pas qu'une espèce soit disparue jusqu'à ce que de vastes recherches soient menées, mais le Pseudolangrayen d'Asie pourrait bien ne plus exister à l'état sauvage.
Malgré la protection juridique dont le Pseudolangrayen d'Asie bénéficie en vertu de son classement en annexe I (la catégorie la plus élevée) de la Convention sur le commerce international des espèces de faune et de flore sauvages menacées d'extinction (CITES), il a été capturé par les autochtones, comme d'autres hirondelles, pour la vente en tant que nourriture ou pour les lâchers d'oiseaux des fêtes bouddhistes. Ainsi, après sa découverte par les ornithologues, des trappeurs en auraient capturé près de 120 pour les vendre au directeur de la station de pêche de Nakhon Sawan qui n'a pas su les garder vivantes en captivité. La petite population a donc pu devenir non viable.

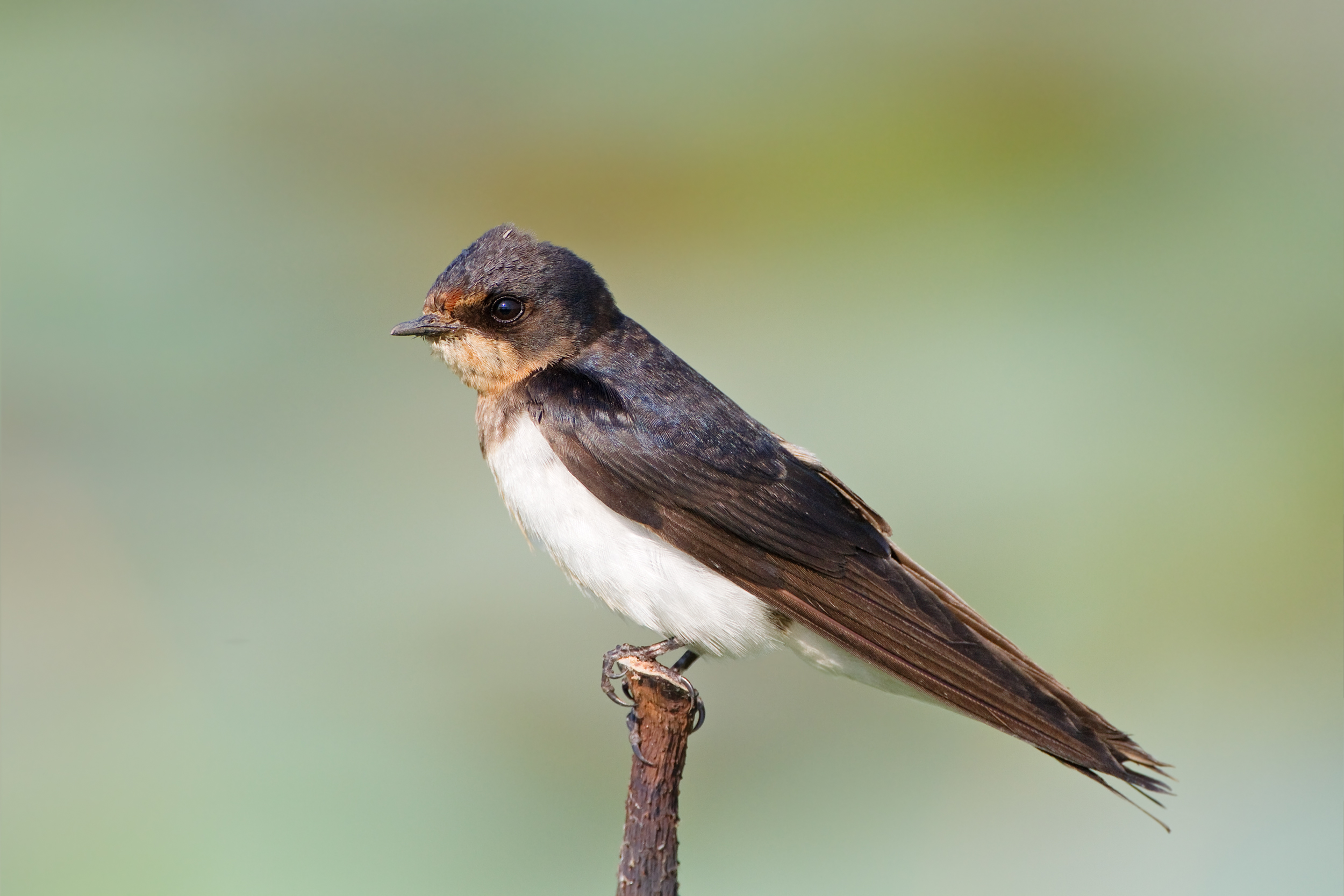
Une Hirondelle rustique (Hirundo rustica) à Bueng Boraphet.

Les populations d'hirondelles du Bueng Boraphet ont connu des déclins énormes, entre les centaines de milliers estimées autour de l'année 1970 et les 8 000 maximum comptées dans l'hiver 1980-1981. Cependant il n'est pas certain que cela corresponde à une baisse réelle des effectifs ou à un changement de site. Parmi les autres causes possibles du déclin de l'espèce figurent la perturbation des bancs de sable des bords des cours d'eau, la construction de barrages qui inondent les zones en amont et modifient l'hydrologie en aval, la déforestation et la transformation croissante de son habitat en terrains agricoles. Très peu d'hirondelles trouvent maintenant refuge dans les roselières du Bueng Boraphet, préférant les plantations de canne à sucre et, malgré les recherches, le Pseudolangrayen d'Asie n'a pas été repéré parmi les autres grands rassemblements d'hirondelles à proximité.
La taille de la population totale du Pseudolangrayen d'Afrique est inconnue. Dans les années 1980, il semblait être localement commun, et était observé en grand nombre en migration au Gabon. Il est cependant particulièrement mal connu en République démocratique du Congo, et on ne sait pas s'il y a une relation entre les oiseaux nicheurs dans ce pays et ceux des zones côtières du Gabon et du Congo. Un groupe de 15 000 oiseaux a été vu en 1997, et une volée mixte avec des Guêpiers gris-rose (Merops malimbicus) a été estimée à 100 000 individus. Plusieurs centaines d'oiseaux ont également été observées en 1996 dans le parc national de Conkouati-Douli, en république du Congo. Néanmoins, en raison de l'absence d'informations détaillées, l'espèce est classée par l'Union internationale pour la conservation de la nature comme en « données insuffisantes » (DD).